# Napoleon III.
Napoléon III. Bonaparte (krstno ime Charles Louis Napoléon Bonaparte), francoski predsednik od 1848 do 1852, nato francoski cesar kot Napoléon III. od 1852 do 1870, * 20. april 1808 Pariz; † 9. januar 1873, Chislehurst (Kent). 

## Otroštvo in emigracija
Sin Hortense de Beauharnais, hčerke iz prvega zakona Josephine de Beauharnais, pozneje Napoleonove žene. Njegov biološki oče ni znan, vendar je za njegovega očeta obveljal Louis Bonaparte, Napoleonov mlajši brat. Domneva, da je Napoleonov nečak, mu je pozneje zelo pomagala.
Po Napoleonovem porazu in odstavitvi leta 1815 je moral oditi v emigracijo in je živel v Švici, Nemčiji in Italiji. Po smrti Napoleonovega sina, vojvode Reichstadskega, leta 1832 je postal tretji v vrsti bonapartističnih pretendentov na prestol; za svojim očetom in stricem. Postal je tudi dejanski vodja bonapartistične stranke in je leta 1836 vodil poskus državnega udara v Strasbourgu. Leta 1840, po ponovnem poskusu prevzema oblasti, ni uspel uiti in je bil zaprt. Leta 1846 je uspel pobegniti v Veliko Britanijo, po smrti 'očeta' pa je postal edini pretendent na prestol.

## Predsednik republike
Ko je bil v revoluciji leta 1848 odstavljen kralj Ludvik Filip in obnovljena republika, se je lahko vrnil v Francijo in je bil izvoljen v konstituanto. Na predsedniških volitvah 10. decembra 1848 je s prepričljivo večino (okrog 75 % glasov) premagal Louis-Eugène Cavaignaca. Pri tem je so odločilno vlogo igrali glasovi podeželanov, ki so podprli kandidata s slavnim priimkom. Z izvolitvijo je postal prvi predsednik republike v francoski zgodovini.
Potem ko parlament, ki so ga obvladovali monarhisti, ni želel spremeniti ustave in mu dovoliti drugega mandata je leta 1851 izvedel državni udar in postal diktator. Prilastitev oblasti je pozneje potrdil sporen referendum.

## Obnovitev cesarstva
Naslednje leto, 2. decembra 1852, je nov referendum potrdil obnovitev cesarstva. Večina oblasti je bila v rokah Napoleona III., parlament, ki je sicer še vedno obstajal, je imel le obrobno vlogo. Razprave so bile omejene, poročanje o delu parlamenta je bilo cenzurirano.
Po poroki s špansko grofico Evgenijo de Montijo se mu je 1856 rodil pričakovani naslednik Napoléon Eugène Louis. Po letu 1860 se je drugo cesarstvo liberaliziralo, saj je Napoleon omilil režim.

## Zunanje zadeve
Napoleon se je v času svojega vladanja vmešal v nekatere evropske spore. Leta 1854 se je vmešal v krimsko vojno na strani Turčije. Ena od Francoskih zaveznic med to vojno, Sardinija, se je v vojno vpletla, da bi dobila vpliv v Franciji. Napoleon se je leta 1858 sestal s sardinskim predsednikom Cavourjem v Plombieresu. Strinjal se je, da bo Francija podprla Sardinijo v boju proti Avstriji. Sardinija in Francija sta zmagali, Francija pa je v zameno za zavezništvo pridobila Nico in Savojo, ki sta ji bili odvzeti leta 1815. Leta 1861 se je vmešal še v mehiško državljansko vojno. Francija je leta 1864 zavzela Mehiko in za cesarja postavila avstrijskega nadvojvodo Maksimilijana, predsednik in prejšnja vlada pobegnejo na sever Mehike. A Napoleon si je želel marionetnega cesarja, kar pa Maksimilijan noče biti. Povrhu pa še Združene države Amerike zahtevajo umik francoskih čet, zato Napoleonova vojska zapusti deželo. Maksimilijan, kljub temu, da je brez francoske vojske nemočen, noče zapustiti Mehike. A je storil narobe, saj so ga leta 1867 ubili.

## Poraz, odstavitev in ponovna emigracija
Po tej vrsti zunanjepolitičnih avantur, ki naj bi obnovile pomen Francije v Evropi in svetu, se je leta 1870 zapletel v vojno s Prusijo in njenimi nemškimi zaveznicami. Julija 1870 je bil po porazu v bitki pri Sedanu ujet in nekaj dni pozneje so ga revolucionarji v Parizu odstavili.
Umrl je v emigraciji v Veliki Britaniji, kjer je tudi pokopan.